# Conjunto potencia
En matemáticas, el conjunto potencia de un conjunto dado es otro conjunto formado por todos los subconjuntos del conjunto dado. Por ejemplo,  dado el conjunto:

{\displaystyle A=\{1,2,3\}}

el conjunto potencia es:

{\displaystyle {\mathcal {P}}(A)=\{\varnothing ,\{1\},\{2\},\{3\},\{1,2\},\{2,3\},\{1,3\},\{1,2,3\}\}}

El conjunto potencia de {\displaystyle A} también se denomina conjunto de las partes de {\displaystyle A} y se denota por {\displaystyle {\mathcal {P}}(A)}, donde {\displaystyle 2^{|A|}} es el cardinal de las partes de {\displaystyle A}, es decir, {\displaystyle |{\mathcal {P}}(A)|=2^{|A|}}.

## Definición
El conjunto potencia de A es la clase o colección de los subconjuntos de A:
| El conjunto potencia de {\displaystyle A} (o conjunto de partes) es el conjunto {\displaystyle {\mathcal {P}}(A)} formado por todos los subconjuntos de {\displaystyle A:} {\displaystyle b\in {\mathcal {P}}(A){\text{ cuando }}b\subseteq A} |

Ejemplos
- El conjunto potencia de A = {a, 2, c} es:

{\displaystyle {\mathcal {P}}(A)=\{\varnothing ,\{a\},\{2\},\{c\},\{a,2\},\{a,c\},\{2,c\},\{a,2,c\}\}}
- El conjunto potencia de B = { x } es:

{\displaystyle {\mathcal {P}}(B)=\{\varnothing ,\{x\}\}}

## Propiedades
El conjunto potencia de cualquier conjunto contiene al menos un subconjunto. Además, no es equipotente con la base.
| - El conjunto vacío está en el conjunto potencia de cualquier conjunto: {\displaystyle \varnothing \in {\mathcal {P}}(A){\text{ , para cualquier }}A} - Un conjunto cualquiera siempre es un elemento de su conjunto potencia: {\displaystyle A\in {\mathcal {P}}(A){\text{ , para cualquier }}A} |

### Cardinal
Siempre que el conjunto vacío no sea elemento de un conjunto, se cumple lo siguiente:
El número de elementos del conjunto potencia es precisamente una potencia del número de elementos en el conjunto original:
| El cardinal del conjunto potencia de un conjunto finito A es 2 elevado al cardinal de A: {\displaystyle \|{\mathcal {P}}(A)\|=2^{\|A\|}} |

Esta relación es el origen de la notación 2A para el conjunto potencia. Una manera de deducirla es mediante los coeficientes binomiales. Si el conjunto A tiene n elementos, el número de subconjuntos con k elementos es igual al número combinatorio C(n, k). Un subconjunto de A puede tener 0 elementos como mínimo, y n como máximo, y por lo tanto:
{\displaystyle |{\mathcal {P}}(A)|={n \choose 0}+{n \choose 1}+\ldots +{n \choose k}+\ldots +{n \choose n}=2^{n}=2^{|A|}}
Esta relación puede demostrarse también observando que el conjunto potencia de A es equivalente al conjunto de funciones con dominio A y codominio {0, 1}, f : A → {0, 1}. Cada función corresponde entonces con un subconjunto, si se interpreta la imagen de un elemento como un indicador de si dicho elemento pertenece al subconjunto: 0 indica «no pertenece», 1 indica «pertenece». El número de estas funciones características de A es precisamente 2n, si |A| = n.
En el caso de un conjunto infinito la identificación entre subconjuntos y funciones es igualmente válida, y el cardinal del conjunto potencia sigue siendo igual a 2|A|, en términos de cardinales infinitos y su aritmética. El conjunto potencia siempre tiene un cardinal superior al del conjunto original, como establece el teorema de Cantor, por lo que nunca existe una aplicación biyectiva entre un conjunto y su conjunto potencia.
- El mínimo de los cardinales de conjuntos potencia es 1, exactamente el del conjunto potencia del conjunto vacío[3]

## Álgebra de Boole
El conjunto potencia de un conjunto dado tiene estructura de álgebra de Boole, considerando las operaciones de unión, intersección y complemento, y se usa habitualmente como ejemplo de dicha estructura. De hecho, un álgebra de Boole finita es siempre isomorfa al álgebra de Boole del conjunto potencia de algún conjunto finito. En el caso general —incluyendo álgebras infinitas—, un álgebra de Boole es siempre isomorfa a una subálgebra de un conjunto potencia.

## Axioma del conjunto potencia
En teoría axiomática de conjuntos, la existencia del conjunto potencia en general no puede demostrarse a partir de propiedades más básicas, por lo que se postula a través de un axioma. Sin este axioma no es posible demostrar la existencia de conjuntos no numerables.